# بيتر براكن
بيتر براكن (بالإنجليزية: Peter Bracken)‏ هو لاعب دوري الرغبي أسترالي، ولد في 1931 في Yass, New South Wales ‏ في أستراليا.